# Stefan Rasmussen
Stefan Rasmussen (født 11. april 1880 i København, død 3. marts 1951 i Gentofte) var en dansk fodboldspiller.
Han spillede i Frem, hvor han debuterede 6. oktober 1901. Han vandt guldmedalje med det uofficielle danske hold (bestående af spillere fra KBU) i OL 1906. 
Rasmussen var stenhugger og med til at stifte Skovshoved IF, hvor han var formand i mange år.